# Edie Adams

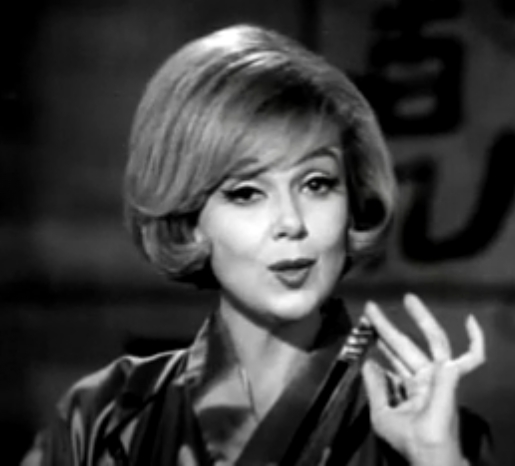
Edie Adams

Edie Adams (n. Elizabeth Edith Enke la 16 aprilie 1927 - d. 15 octombrie 2008) a fost o actriță americană de film.

## Filmogrfie
- Showdown at Ulcer Gulch (1956)
- The Apartment (1960)
- Lover Come Back (1961)
- Call Me Bwana (1963)
- Under the Yum Yum Tree (1963)
- It's a Mad, Mad, Mad, Mad World (1963)
- Love with the Proper Stranger (1963)
- The Best Man (1964)
- Made in Paris (1966)
- The Oscar (1966)
- The Honey Pot (1967)
- Up in Smoke (1978)
- Racquet (1979)
- The Happy Hooker Goes Hollywood (1980)
- Boxoffice (1982)
- Broadway: The Golden Age, by the Legends Who Were There (2003)

## Televiziune
| - Three to Get Ready (1951–1952) - Ernie in Kovacsland (1951) - Kovacs On the Corner (1952) (anulat după 3 luni) - The Ernie Kovacs Show (1952–1956) - Appointment with Adventure (1955) - The Guy Lombardo Show (1956) - Cinderella (1957) - The Garry Moore Show (1958) - The Gisele MacKenzie Show (1958) - The Pat Boone Chevy Showroom (1958) - The Dinah Shore Chevy Show (1958) - The Art Carney Show (1959-premiera) - Lucy-Desi Comedy Hour (1960) - Take a Good Look (1960 - 1961) - The Spiral Staircase (1961) - Here's Edie (1963–1964) | - Don Adams Special: Hooray for Hollywood (1970) - Evil Roy Slade (1972) - Cop on the Beat (1975) - Superdome (1978) - Fast Friends (1979) - The Seekers (1979) - Kate Loves a Mystery (1979) - Make Me an Offer (1980) - Portrait of an Escort (1980) - A Cry for Love (1980) - The Haunting of Harrington House (1981) - As the World Turns (1982) - Shooting Stars (1983) - Ernie Kovacs: Between the Laughter (1984) - Murder, She Wrote (1984) - Adventures Beyond Belief (1987) - Jake Spanner, Private Eye (1989) - Tales of the City (1993 miniserial TV) - Great Performances: Rodgers and Hammerstein's 'Cinderella' (2004) (serial TV) |